# Antoinismo
L'antoinismo è un nuovo movimento religioso di derivazione cristiana e spiritista, fondato nel 1910 dal belga Louis Antoine, chiamato Il Padre (1846-1912).
Questo movimento religioso è caratterizzato da una struttura decentrata, la semplicità dei suoi riti, la sua discrezione e la tolleranza verso le altre religioni.

## Storia
Louis Antoine, che è stato cresciuto in una famiglia cattolica, ha lavorato come minatore in una miniera di carbone nella sua giovinezza, poi come operaio siderurgico prima del servizio militare nel 1866. Dopo il matrimonio con Catherine nel 1873, hanno più volte modificato il loro luogo di residenza per motivi professionali. Profondamente impressionato dai lavori di Allan Kardec e di Jakob Lorber, ha creato un gruppo spirituale chiamato "I viticoltori del Signore" (Les Vignerons du Seigneur) organizzato nel 1890. Il 23 aprile del 1893, la morte di suo figlio gli ha fatto perdere definitivamente la fede nel cattolicesimo. Nel 1896, ha spiegato la sua nuova visione spiritualista in un libro e in seguito ha dichiarato che aveva il dono della guarigione. Louis Antoine ha pubblicato nel 1896 un libro intitolato Piccolo Catechismo Spiritista (Petit Catéchisme Spirite) per spiegare i suoi punti di vista dottrinali. Poi ha scoperto i doni di guarigione e nel 1900 ha ricevuto molti malati per guarire e da allora in poi era conosciuto come il guaritore di Jemeppe-sur-Meuse. Ha distribuito rimedi tratti dallo spiritismo e ha sostenuto vigorosamente come cura anche il vegetarianismo, così come la temperanza e di evitare cibi grassi. Nel 1900, il procuratore di Liegi ha chiesto a due medici di indagare sulle attività curative di Antoine. Hanno notato la sua "sincerità assoluta", ma hanno anche affermato che le sue attività potrebbe essere "un pericolo per la salute pubblica" e per questo motivo è stato poi condannato nel 1901 a una multa di 60 franchi e sospeso definitivamente dall'esercizio della professione medica. Ha pubblicato un annuncio sulla rivista spiritualista le Messager, in cerca di medici che si associassero con lui, ma il tentativo non ha avuto successo.
Conosciuto da allora come un guaritore, Louis Antoine ha raccolto molti seguaci, soprattutto tra i delusi dal cattolicesimo o dalla medicina. Nel 1906, dopo lo spiritismo, egli ha iniziato una vera e propria nuova religione, poi ha pubblicato tre libri che descrivono la sua dottrina e ha istituito a Jemeppe-sur-Meuse, che è una sezione della città belga di Seraing, il primo grande tempio antonista nella Provincia di Liegi, in Vallonia, che diventerà la sede ufficiale ed il centro mondiale e morale dell'antoinismo.
Dopo la sua morte nel 1912, Catherine ha assicurato la continuità della religione, promuovendo un culto della persona centralizzato intorno alla figura del marito e la promozione di norme supplementari per l'organizzazione. Quando morì nel 1940, hanno avuto luogo alcune differenze rituali tra i templi belgi e francesi, fra un "rito di Mère" (maggioritario in Francia, e con qualche propaggine in Belgio), che continua alcune innovazioni rituali introdotte dalla moglie del fondatore dopo la morte di quest'ultimo (in particolare l'uso di ritratti di Antoine e di sua moglie), e il più austero rito belga delle origini.

## Dottrina
Per gli antoinisti, il male viene dalla mancanza di fede e dall'eccessiva fiducia nella scienza. Bisogna ritornare alla fede che dà il potere di guarire, tralasciando la scienza naturalistica. Negli opuscoli diffusi dagli antoinisti, si avverte che «il Culto non va sul terreno della scienza, ed in particolare non compie diagnosi, non consiglia né sconsiglia medicine e operazioni chirurgiche, non fa imposizioni di mani né predizioni del futuro».
Il fondatore Louis Antoine fu condannato nel 1901 per esercizio illegale della professione medica. Più cautamente i suoi discepoli di oggi non parlano di vera e propria cura anche se la cerimonia del culto ("operazione") si svolge, nel tempio, quattro volte la settimana, e si compone di tre momenti: guarigione collettiva, letture, guarigione individuale dietro un paravento, dove l'operatore riversa ancora fluido sul malato. Gli antoinisti parlano di "guarigione spiritica", non per nulla il nuovo movimento religioso sorse nel periodo di grande diffusione dello spiritismo. Le idee religiose orientali si diffusero in Occidente proprio con la dottrina dello spiritismo che Allan Kardec, e poi anche Jakob Lorber, avevano appreso dai disincarnati. Gli spiritisti e gli antoinisti avevano e hanno questi princìpi base: esistenza di Dio, somma sapienza e bontà; immortalità dell'anima; gli spiriti hanno gradi diversi di evoluzione, sono ignoranti, ma perfettibili; anche se le bestie hanno un'anima che arriverà a reincarnarsi in un uomo, tutti gli spiriti seguono questa legge di reincarnazione; l'incarnazione è una prova per lo spirito, non il suo stato naturale; si possono vivere molte vite, che si dimenticano, ma ritornano alla memoria quando si è in stato spiritico; raggiunta la perfezione cessa la reincarnazione.
Legge suprema è quella del Karma per la quale ci si reincarna secondo le opere compiute. Tutti i corpi celesti sono abitati da spiriti, in diverso stato di evoluzione. Oltre l'anima (lo "spirito", appunto) c'è il "doppio". Esso è un involucro fluido che assomiglia al corpo e lo accompagna sempre. V'è dunque un legame tra corpo, "doppio" e anima che rende possibile l'intervento taumaturgico dello spirito sul corpo.

## Diffusione
Il gruppo è attivo particolarmente in Francia con circa quindici templi e dal 1913 uno anche nel Principato di Monaco, così come è attivo in Belgio. Con circa 30 templi e svariate sale di lettura in tutto il mondo, e tra i 10.000 ed i 20.000 membri complessivamente, è l'unica religione con sede in Belgio, a Jemeppe-sur-Meuse, la cui notorietà e il successo ha superato i confini del paese. In Italia erano presenti le sale di lettura di Milano e di Postua in provincia di Vercelli, oggi chiuse.